# Polska na Letnich Igrzyskach Olimpijskich 2012
| Sportowcy | Lp. | Złoto | Srebro | Brąz | 4 m. | 5 m. | 6 m. | 7 m. | 8 m. | Punkty |
| --------- | --- | ----- | ------ | ---- | ---- | ---- | ---- | ---- | ---- | ------ |
| 218       | 24. | 3     | 2      | 6    | 5    | 10   | 3    | 8    | 5    | 168    |

Polskę na Letnich Igrzyskach Olimpijskich 2012 reprezentowało 218 sportowców (118 mężczyzn i 90 kobiet). 7 lipca 2012 roku Polski Komitet Olimpijski zatwierdził kadrę narodową. W późniejszym terminie ogłoszony został ostateczny skład drużyny siatkarzy. Chorążym ekipy została jako pierwsza Polka w historii startów na letnich igrzyskach olimpijskich tenisistka Agnieszka Radwańska, funkcję szefa Polskiej Misji Olimpijskiej pełniła Marzena Koszewska. Był to dwudziesty start Polski na letnich igrzyskach olimpijskich.
Tuż przed Igrzyskami Łukasz Klekot został przyłapany na stosowaniu dopingu i wykluczony ze składu reprezentacji Polski. Ze startu w Igrzyskach z powodu kontuzji zrezygnowała Maja Włoszczowska, w jej miejsce powołana została Paula Gorycka.
Pod względem cenności wywalczonych przez Polaków medali był to najgorszy wynik w historii polskich występów na letnich olimpiadach od 1956 (w ogóle trzynasty na 20 startów).

## Zdobyte medale
| Medale według dni | Medale według dni | Medale według dni | Medale według dni | Medale według dni | Medale według dni | Medale według dni |
| ----------------- | ----------------- | ----------------- | ----------------- | ----------------- | ----------------- | ----------------- |
| Dzień             | Data              |                   |                   |                   |                   |                   |
| Dzień 0           | 27.07             | –                 | –                 | –                 | –                 |                   |
| Dzień 1           | 28.07             | 0                 | 1                 | 0                 | 1                 |                   |
| Dzień 2           | 29.07             | 0                 | 0                 | 0                 | 0                 |                   |
| Dzień 3           | 30.07             | 0                 | 0                 | 0                 | 0                 |                   |
| Dzień 4           | 31.07             | 0                 | 0                 | 0                 | 0                 |                   |
| Dzień 5           | 01.08             | 0                 | 0                 | 0                 | 0                 |                   |
| Dzień 6           | 02.08             | 0                 | 0                 | 0                 | 0                 |                   |
| Dzień 7           | 03.08             | 2                 | 0                 | 1                 | 3                 |                   |
| Dzień 8           | 04.08             | 0                 | 0                 | 1                 | 1                 |                   |
| Dzień 9           | 05.08             | 0                 | 0                 | 0                 | 0                 |                   |
| Dzień 10          | 06.08             | 0                 | 1                 | 1                 | 2                 |                   |
| Dzień 11          | 07.08             | 0                 | 0                 | 2                 | 2                 |                   |
| Dzień 12          | 08.08             | 0                 | 0                 | 0                 | 0                 |                   |
| Dzień 13          | 09.08             | 0                 | 0                 | 1                 | 1                 |                   |
| Dzień 14          | 10.08             | 1                 | 0                 | 0                 | 1                 |                   |
| Dzień 15          | 11.08             | 0                 | 0                 | 0                 | 0                 |                   |
| Dzień 16          | 12.08             | 0                 | 0                 | 0                 | 0                 |                   |

| Medal  | Zawodnik                            | Dyscyplina           | Konkurencja                 | Rezultat | Data        |
| ------ | ----------------------------------- | -------------------- | --------------------------- | -------- | ----------- |
| Złoto  | Adrian Zieliński                    | Podnoszenie ciężarów | waga lekkociężka            | 385,0    | 3 sierpnia  |
| Złoto  | Tomasz Majewski                     | Lekkoatletyka        | pchnięcie kulą              | 21,89    | 3 sierpnia  |
| Złoto  | Anita Włodarczyk                    | Lekkoatletyka        | rzut młotem                 | 77,60    | 10 sierpnia |
| Srebro | Sylwia Bogacka                      | Strzelectwo          | karabin pneumatyczny 10 m   | 502,2    | 28 lipca    |
| Srebro | Bartłomiej Bonk                     | Podnoszenie ciężarów | waga ciężka                 | 410,0    | 6 sierpnia  |
| Brąz   | Magdalena Fularczyk Julia Michalska | Wioślarstwo          | dwójka podwójna             | 7:07,92  | 3 sierpnia  |
| Brąz   | Tomasz Zieliński                    | Podnoszenie ciężarów | waga półciężka              | 385,0    | 4 sierpnia  |
| Brąz   | Damian Janikowski                   | Zapasy               | styl klasyczny, waga ciężka | 2:0      | 6 sierpnia  |
| Brąz   | Przemysław Miarczyński              | Żeglarstwo           | klasa RS:X                  | 60       | 7 sierpnia  |
| Brąz   | Zofia Noceti-Klepacka               | Żeglarstwo           | klasa RS:X                  | 47       | 7 sierpnia  |
| Brąz   | Beata Mikołajczyk Karolina Naja     | Kajakarstwo          | dwójka 500 m                | 1:44,000 | 9 sierpnia  |

## Rekordy świata i olimpijskie
| Data       | Dyscyplina       | Runda    | Rekordzista                                                            | Państwo | Rezultat | Rekord | Status   |
| ---------- | ---------------- | -------- | ---------------------------------------------------------------------- | ------- | -------- | ------ | -------- |
| 6 sierpnia | K-4 500 m kobiet | Półfinał | Aneta Konieczna, Beata Mikołajczyk, Karolina Naja, Marta Walczykiewicz | Polska  | 1:30.338 |        | aktualny |

## Sponsorzy
Oficjalnym sponsorem reprezentacji Polski na Igrzyskach Olimpijskich w Londynie jest firma Peugeot.

## Nagrody finansowe
| Dyscypliny/konkurencje  | Dyscypliny/konkurencje   | Dyscypliny/konkurencje | Nagrody (w tys. zł) | Nagrody (w tys. zł) | Nagrody (w tys. zł) |
| Dyscypliny/konkurencje  | Dyscypliny/konkurencje   | Dyscypliny/konkurencje | złoto               | srebro              | brąz                |
| ----------------------- | ------------------------ | ---------------------- | ------------------- | ------------------- | ------------------- |
| Dyscypliny indywidualne | konkurencje indywidualne | zawodnik               | 120                 | 80                  | 50                  |
| Dyscypliny indywidualne | konkurencje indywidualne | trenerzy               | 60                  | 40                  | 25                  |
| Dyscypliny indywidualne | konkurencje drużynowe    | zawodnik               | 90                  | 60                  | 37,5                |
| Dyscypliny indywidualne | konkurencje drużynowe    | trenerzy               | 60                  | 40                  | 25                  |
| Dyscypliny indywidualne | ósemka w wioślarstwie    | zawodnik               | 60                  | 40                  | 25                  |
| Dyscypliny indywidualne | ósemka w wioślarstwie    | trenerzy               | 60                  | 40                  | 25                  |
| Gry zespołowe           | siatkówka halowa         | zawodnicy              | 60                  | 40                  | 25                  |
| Gry zespołowe           | siatkówka halowa         | trenerzy               | 60                  | 40                  | 25                  |
| Gry zespołowe           | siatkówka plażowa        | zawodnicy              | 90                  | 60                  | 37,5                |
| Gry zespołowe           | siatkówka plażowa        | trenerzy               | 60                  | 40                  | 25                  |

## Reprezentanci

### Badminton
| Zawodnik                        | Konkurencja             | Faza grupowa                                       | Faza grupowa                                                       | Faza grupowa                             | 1/8              | Ćwierćfinały                           | Półfinały        | Finał   | Finał |
| Zawodnik                        | Konkurencja             | Przeciwnik Wynik                                   | Przeciwnik Wynik                                                   | Przeciwnik Wynik                         | Przeciwnik Wynik | Przeciwnik Wynik                       | Przeciwnik Wynik | Pozycja |       |
| ------------------------------- | ----------------------- | -------------------------------------------------- | ------------------------------------------------------------------ | ---------------------------------------- | ---------------- | -------------------------------------- | ---------------- | ------- | ----- |
| Przemysław Wacha                | gra pojedyncza mężczyzn | Chen Jin P (15:21, 8:21)                           |                                                                    |                                          |                  |                                        |                  |         |       |
| Adam Cwalina Michał Łogosz      | gra podwójna mężczyzn   | Ko Sung-hyun Yoo Yeon-seong P (21:17, 7:21, 13:21) | Bodin Isara Maneepong Jongjit P (21:14, 13:21, 15:17 krecz)        | Muhammad Ahsan Bona Septano P (walkower) |                  |                                        |                  |         |       |
| Kamila Augustyn                 | gra pojedyncza kobiet   | Anastasija Prokopienko P (16:21, 17:21)            | Tine Baun P (11:21, 6:21)                                          |                                          |                  |                                        |                  |         |       |
| Nadieżda Zięba Robert Mateusiak | gra mieszana            | Shintarō Ikeda Reiko Shiota W (21:18, 22:20)       | Joachim Fischer Nielsen Christinna Pedersen P (9:21, 21:14, 17:21) | Toby Ng Grace Gao W (21:13, 21:16)       |                  | Xu Chen Ma Jin P (21:19, 16:21, 21:23) |                  |         |       |

### Boks
| Zawodnik            | Konkurencja      | 1/8              | Ćwierćfinały     | Półfinały        | Finał            | Finał   |
| Zawodnik            | Konkurencja      | Przeciwnik Wynik | Przeciwnik Wynik | Przeciwnik Wynik | Przeciwnik Wynik | Pozycja |
| ------------------- | ---------------- | ---------------- | ---------------- | ---------------- | ---------------- | ------- |
| Karolina Michalczuk | musza (do 51 kg) | Mary Kom P14-19  |                  |                  |                  | 9-16.   |

### Gimnastyka

#### Gimnastyka sportowa
| Zawodnik            | Konkurencja       | Eliminacje | Eliminacje | Finał  | Finał   |
| Zawodnik            | Konkurencja       | Wynik      | Pozycja    | Wynik  | Pozycja |
| ------------------- | ----------------- | ---------- | ---------- | ------ | ------- |
| Marta Pihan-Kulesza | wielobój kobiet   | 54.365     | 26.        | 55.465 | 19.     |
| Roman Kulesza       | wielobój mężczyzn | 84.698     | 28.        | 84.165 | 24.     |

#### Gimnastyka artystyczna
| Zawodnik       | Konkurencja           | Eliminacje | Eliminacje | Finał   | Finał   |
| Zawodnik       | Konkurencja           | Wynik      | Pozycja    | Wynik   | Pozycja |
| -------------- | --------------------- | ---------- | ---------- | ------- | ------- |
| Joanna Mitrosz | wielobój indywidualny | 109.750    | 8.         | 108.900 | 9.      |

### Jeździectwo
| Zawodnik                                                     | Koń       | Konkurencja          | Runda 1 | Runda 1 | Runda 2 | Runda 2 | Runda 2         | Runda 2 | Finał | Finał   | Finał           | Finał   |
| Zawodnik                                                     | Koń       | Konkurencja          | Wynik   | Pozycja | Wynik   | Pozycja | Wynik całkowity | Pozycja | Wynik | Pozycja | Wynik całkowity | Pozycja |
| ------------------------------------------------------------ | --------- | -------------------- | ------- | ------- | ------- | ------- | --------------- | ------- | ----- | ------- | --------------- | ------- |
| Beata Stremler                                               | Martini   | ujeżdżenie           | 69.422  | 36.     |         |         |                 |         |       |         |                 |         |
| Katarzyna Milczarek-Jasińska                                 | Ekwador   | ujeżdżenie           | 69.271  | 38.     |         |         |                 |         |       |         |                 |         |
| Michał Rapcewicz                                             | Randon    | ujeżdżenie           | 66.915  | 45.     |         |         |                 |         |       |         |                 |         |
| Beata Stremler Katarzyna Milczarek-Jasińska Michał Rapcewicz | jak wyżej | ujeżdżenie drużynowe | 68,536  | 8.      | —       | —       | —               | —       | —     | —       | 68,536          | 8.      |

| Zawodnik     | Koń | Konkurencja | Ujeżdżenie | Ujeżdżenie | Kross | Kross   | Skoki przez przeszkody | Skoki przez przeszkody | Skoki przez przeszkody | Skoki przez przeszkody | Razem        | Razem        |
| Zawodnik     | Koń | Konkurencja | Ujeżdżenie | Ujeżdżenie | Kross | Kross   | Kwalifikacje           | Kwalifikacje           | Finał                  | Finał                  | Razem        | Razem        |
| Zawodnik     | Koń | Konkurencja | Kary       | Pozycja    | Kary  | Pozycja | Kary                   | Pozycja                | Kary                   | Pozycja                | Kary         | Pozycja      |
| ------------ | --- | ----------- | ---------- | ---------- | ----- | ------- | ---------------------- | ---------------------- | ---------------------- | ---------------------- | ------------ | ------------ |
| Paweł Spisak | Wag | WKKW        | 54.80      | 50.        | 22.40 |         | nie wystartował        | nie wystartował        |                        |                        | nie ukończył | nie ukończył |

### Judo
Kobiety
| Zawodnik          | Konkurencja | 1/16                         | 1/8                       | Ćwierćfinały             | Półfinały        | Repesaż 1                | Repesaż 2        | Repesaż 3        | Finał            | Finał   |
| Zawodnik          | Konkurencja | Przeciwnik Wynik             | Przeciwnik Wynik          | Przeciwnik Wynik         | Przeciwnik Wynik | Przeciwnik Wynik         | Przeciwnik Wynik | Przeciwnik Wynik | Przeciwnik Wynik | Pozycja |
| ----------------- | ----------- | ---------------------------- | ------------------------- | ------------------------ | ---------------- | ------------------------ | ---------------- | ---------------- | ---------------- | ------- |
| Katarzyna Kłys    | -70 kg      | Chen Fei P 0000 – 1001       |                           |                          |                  |                          |                  |                  |                  | 17-32.  |
| Daria Pogorzelec  | -78 kg      | Anamari Velenšek W 001 – 000 | Heide Wollert W 020 – 000 | Mayra Aguiar P 000 – 020 |                  | Abigél Joó P 0022 – 1012 |                  |                  |                  | 7-8.    |
| Urszula Sadkowska | +78 kg      |                              | Tong Wen P 101 – 000      |                          |                  |                          |                  |                  |                  | 9-16.   |

Mężczyźni
| Zawodnik           | Konkurencja | 1/16                        | 1/8                          | Ćwierćfinały                 | Półfinały        | Repesaż 1                    | Repesaż 2                     | Repesaż 3        | Finał            | Finał   |
| Zawodnik           | Konkurencja | Przeciwnik Wynik            | Przeciwnik Wynik             | Przeciwnik Wynik             | Przeciwnik Wynik | Przeciwnik Wynik             | Przeciwnik Wynik              | Przeciwnik Wynik | Przeciwnik Wynik | Pozycja |
| ------------------ | ----------- | --------------------------- | ---------------------------- | ---------------------------- | ---------------- | ---------------------------- | ----------------------------- | ---------------- | ---------------- | ------- |
| Paweł Zagrodnik    | -66 kg      | Leandro Cunha W 0011 – 0001 | Armen Nazarian W 0111 – 0102 | Miklós Ungvári P 0002 – 0010 |                  | Tərlan Kərimov W 0010 – 0000 | Masashi Ebinuma P 0101 – 1100 |                  |                  | 5-6.    |
| Tomasz Adamiec     | -73 kg      | Ugo Legrand P 0100 – 0000   |                              |                              |                  |                              |                               |                  |                  | 17-32.  |
| Janusz Wojnarowicz | +100 kg     | Teddy Riner 'P 0100 – 0003  |                              |                              |                  |                              |                               |                  |                  | 17-32.  |

### Kajakarstwo

#### Kajakarstwo klasyczne
Mężczyźni
| Zawodnik                        | Konkurencja | Eliminacje | Eliminacje | Półfinały | Półfinały | Finał A/B | Finał A/B | Pozycja |
| Zawodnik                        | Konkurencja | Czas       | Pozycja    | Czas      | Pozycja   | Czas      | Pozycja   | Pozycja |
| ------------------------------- | ----------- | ---------- | ---------- | --------- | --------- | --------- | --------- | ------- |
| Piotr Siemionowski              | K-1 200 m   | 35.990     | 8.         | 36.507    | 10.       | 38.585    | 6. (B)    | 14.     |
| Piotr Kuleta                    | C-1 200 m   | 44.645     | 19.        | 45.348    | 21.       |           |           | 21.     |
| Piotr Kuleta                    | C-1 1000 m  | 4:04.889   | 8.         | 3:53.802  | 7.        | 3:54.414  | 1. (B)    | 9.      |
| Marcin Grzybowski Tomasz Kaczor | C-2 1000 m  | 3:38.759   | 6.         | 3:37.695  | 4.        | 3:37.692  | 1. (B)    | 9.      |

Kobiety
| Zawodnik                                                            | Konkurencja | Eliminacje | Eliminacje | Półfinały | Półfinały | Finał    | Finał   | Pozycja |
| Zawodnik                                                            | Konkurencja | Czas       | Pozycja    | Czas      | Pozycja   | Czas     | Pozycja | Pozycja |
| ------------------------------------------------------------------- | ----------- | ---------- | ---------- | --------- | --------- | -------- | ------- | ------- |
| Marta Walczykiewicz                                                 | K-1 200 m   | 42.290     | 6.         | 40.905    | 4.        | 45.500   | 5. (A)  | 5.      |
| Aneta Konieczna                                                     | K-1 500 m   | 1:52.069   | 3.         | 1:52.193  | 6.        | 1:53.356 | 2. (B)  | 10.     |
| Beata Mikołajczyk Karolina Naja                                     | K-2 500 m   | 1:48.271   | 17.        | 1:41.873  | 4.        | 1:44.000 | 3. (A)  | brąz    |
| Aneta Konieczna Beata Mikołajczyk Karolina Naja Marta Walczykiewicz | K-4 500 m   | 1:35.843   | 6.         | 1:30.338  | 1.        | 1:31.607 | 4. (A)  | 4.      |

#### Kajakarstwo górskie
Mężczyźni
| Zawodnik                          | Konkurencja | Eliminacje | Eliminacje | Eliminacje | Eliminacje | Eliminacje | Eliminacje | Półfinały | Półfinały | Finał  | Finał   | Pozycja |
| Zawodnik                          | Konkurencja | P 1        | M.         | P 2        | M.         | Razem      | M.         | Czas      | Miejsce   | Czas   | Miejsce | Pozycja |
| --------------------------------- | ----------- | ---------- | ---------- | ---------- | ---------- | ---------- | ---------- | --------- | --------- | ------ | ------- | ------- |
| Mateusz Polaczyk                  | K-1         | 88.51      | 4.         | 88.60      | 7.         | 88.51      | 7.         | 96.36     | 2.        | 96.14  | 4.      | 4.      |
| Grzegorz Kiljanek                 | C-1         | 101.03     | 11.        | 93.50      | 5.         | 93.50      | 8.         | 106.14    | 9.        |        |         | 9.      |
| Marcin Pochwała Piotr Szczepański | C-2         | 105.58     | 7.         | 101.00     | 3.         | 101.00     | 5.         | 109.81    | 4.        | 110.51 | 5.      | 5.      |

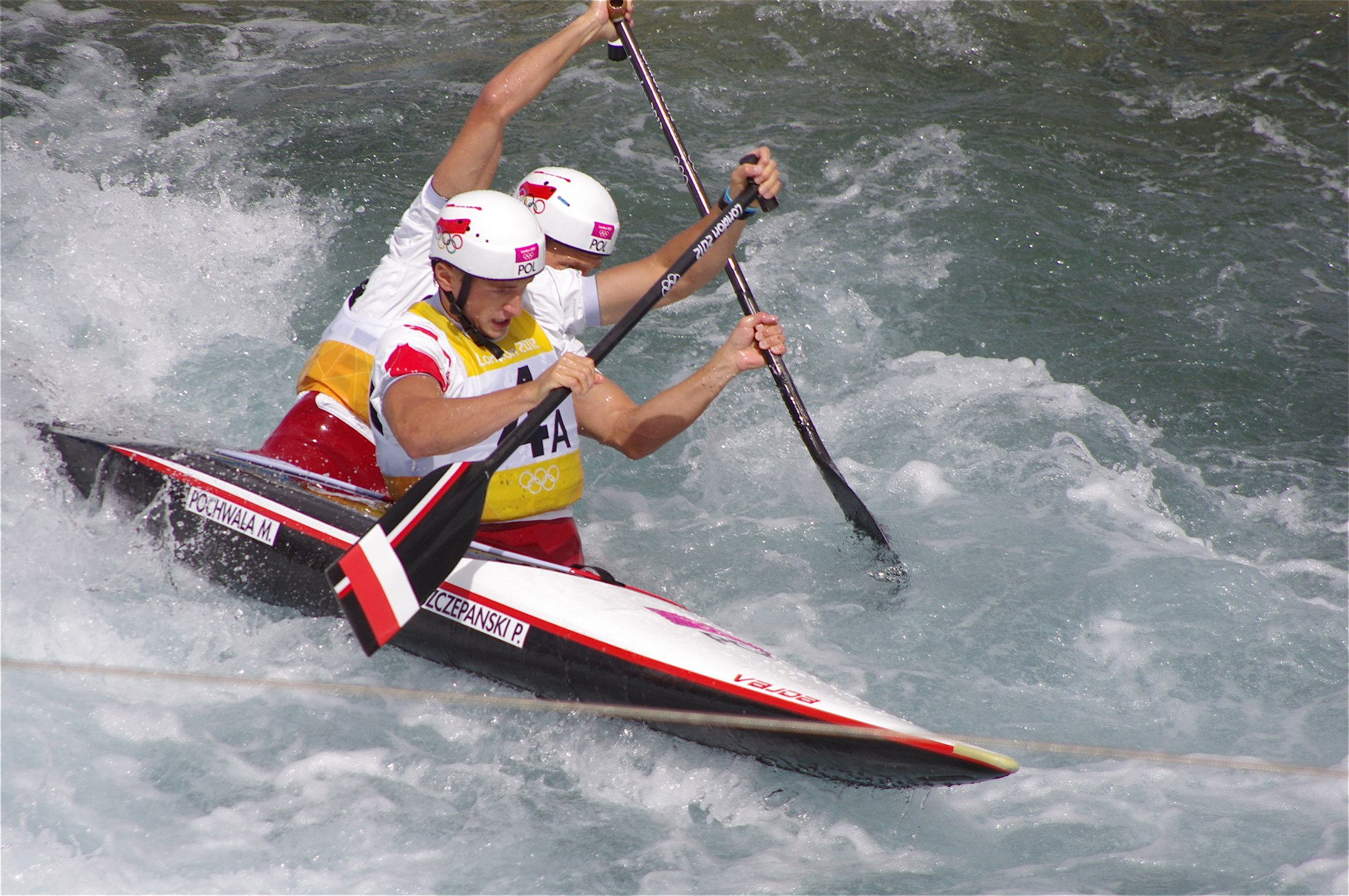
Piotr Szczepański i Marcin Pochwała

Kobiety
| Zawodnik           | Konkurencja | Eliminacje | Eliminacje | Eliminacje | Eliminacje | Eliminacje | Eliminacje | Półfinały | Półfinały | Finał  | Finał   | Pozycja |
| Zawodnik           | Konkurencja | P 1        | M.         | P 2        | M.         | Razem      | M.         | Czas      | Miejsce   | Czas   | Miejsce | Pozycja |
| ------------------ | ----------- | ---------- | ---------- | ---------- | ---------- | ---------- | ---------- | --------- | --------- | ------ | ------- | ------- |
| Natalia Pacierpnik | K-1         | 110.58     | 11.        | 102.14     | 7.         | 102.14     | 9.         | 107.79    | 1.        | 115.08 | 7.      | 7.      |

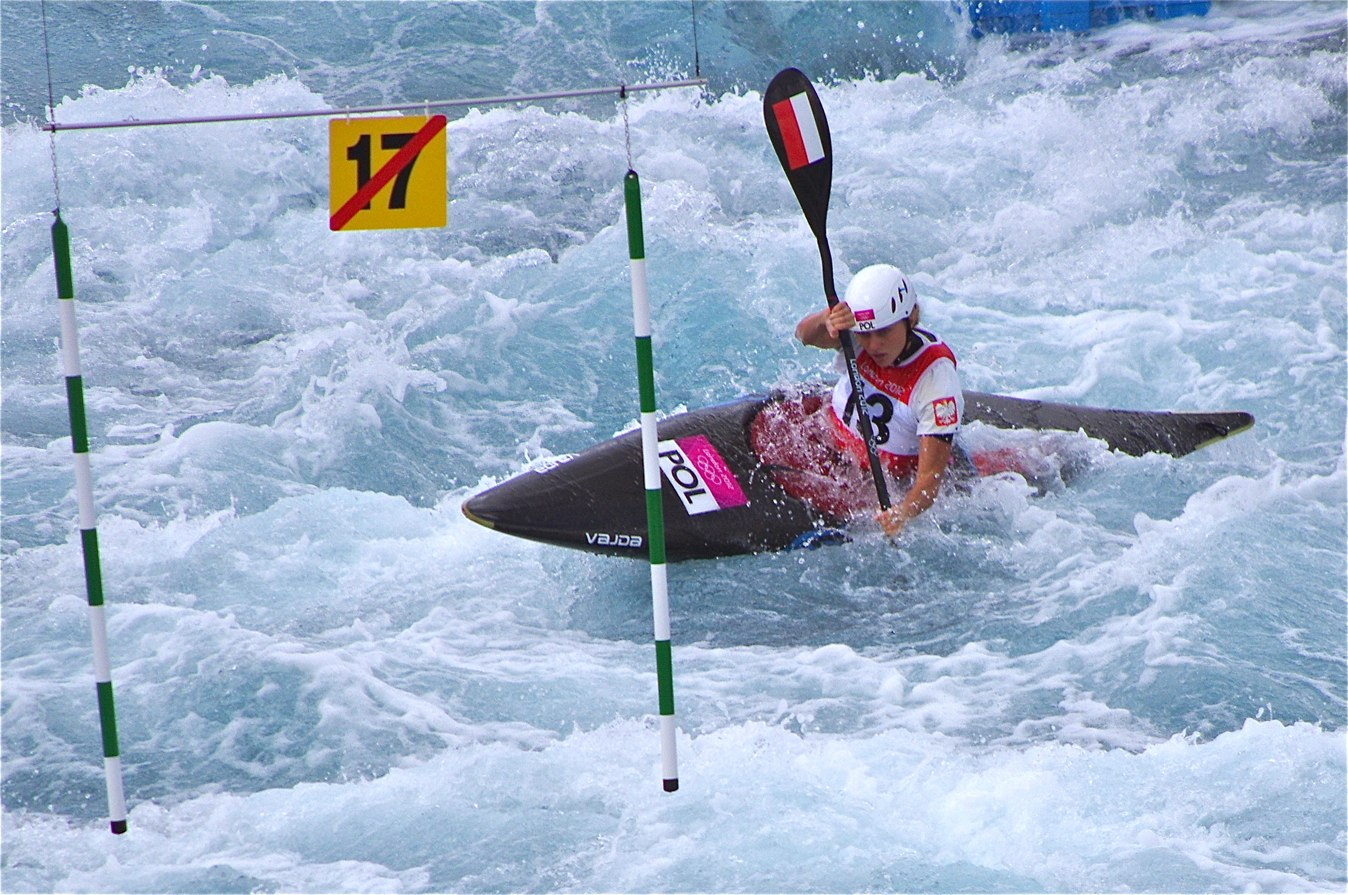
Natalia Pacierpnik

### Kolarstwo

#### Kolarstwo górskie

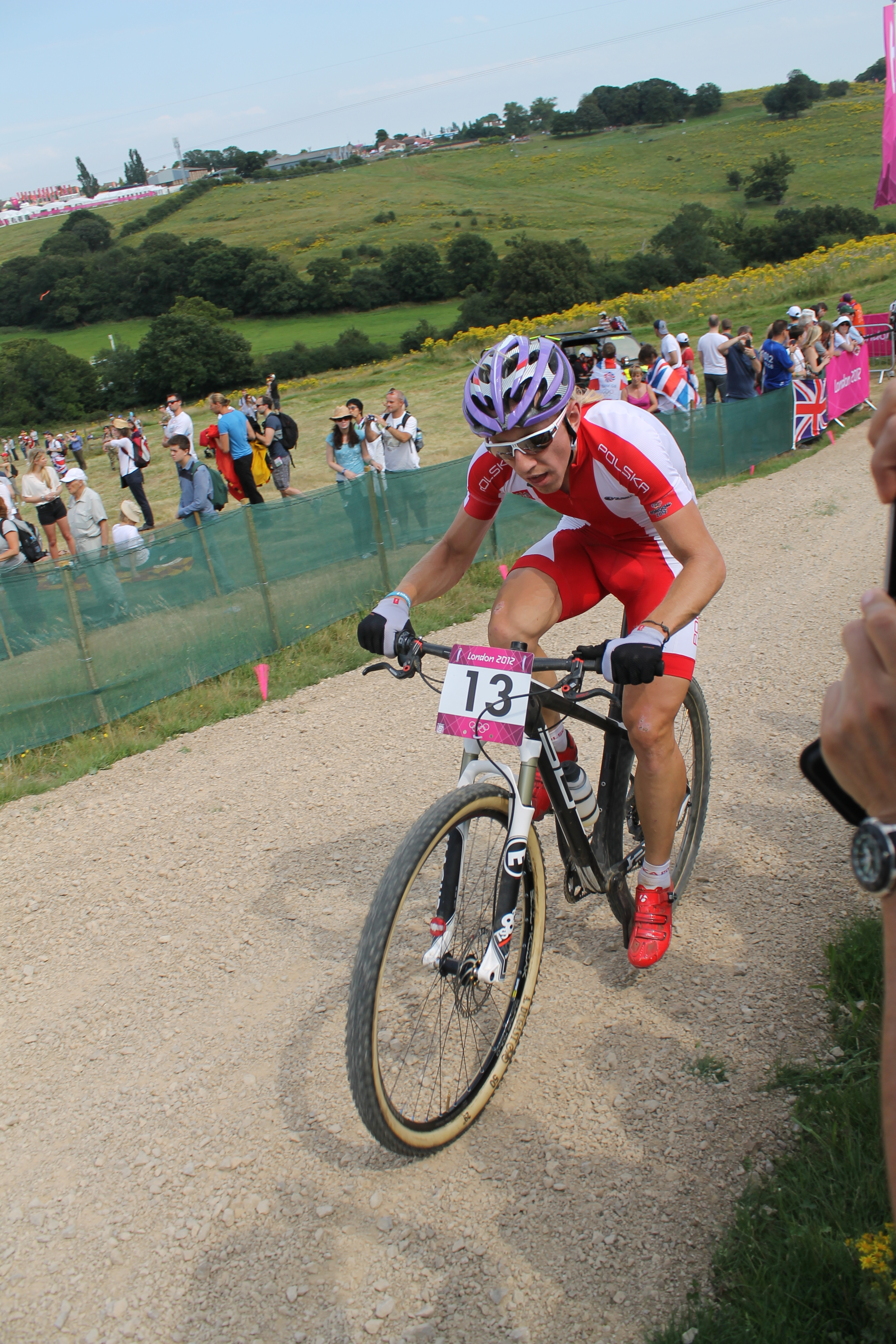
Marek Konwa

| Zawodnik              | Konkurencja       | Czas    | Pozycja |
| --------------------- | ----------------- | ------- | ------- |
| Paula Gorycka         | cross-country (k) | 1:39:18 | 22.     |
| Aleksandra Dawidowicz | cross-country (k) | 1:33:20 | 7.      |
| Marek Konwa           | cross-country (m) | 1:32.41 | 16.     |
| Piotr Brzózka         | cross-country (m) | 1:38.37 | 32.     |

#### Kolarstwo szosowe
| Zawodnik            | Konkurencja                    | Czas         | Pozycja      |
| ------------------- | ------------------------------ | ------------ | ------------ |
| Maciej Bodnar       | wyścig ze startu wspólnego (m) | 5:46:37      | 83.          |
| Maciej Bodnar       | jazda indywidualna na czas (m) | 55:49:67     | 25.          |
| Michał Gołaś        | wyścig ze startu wspólnego (m) | nie ukończył | nie ukończył |
| Michał Kwiatkowski  | wyścig ze startu wspólnego (m) | 5:46:37      | 59.          |
| Katarzyna Pawłowska | wyścig ze startu wspólnego (k) | 3:35:56      | 11.          |

#### Kolarstwo torowe
Sprint
| Zawodnik                                         | Konkurencja       | Kwalifikacje       | Runda 1            | Ćwierćfinały    | Półfinały       | Finał           | Finał   |
| Zawodnik                                         | Konkurencja       | Time Speed         | Przeciwnik Czas    | Przeciwnik Czas | Przeciwnik Czas | Przeciwnik Czas | Pozycja |
| ------------------------------------------------ | ----------------- | ------------------ | ------------------ | --------------- | --------------- | --------------- | ------- |
| Damian Zieliński                                 | indywidualnie (m) | 10.323 69.747 km/h | Dienis Dmitrijew – |                 |                 |                 |         |
| Maciej Bielecki Kamil Kuczyński Damian Zieliński | drużynowo (m)     | 44.712 60.386 km/h |                    |                 |                 |                 |         |

Keirin
| Zawodnik        | Konkurencja | Runda 1 | Repesaż | Runda 2 | Finał   |
| Zawodnik        | Konkurencja | Pozycja | Pozycja | Pozycja | Pozycja |
| --------------- | ----------- | ------- | ------- | ------- | ------- |
| Kamil Kuczyński | mężczyźni   | 10.     | 7.      |         |         |

Omnium
| Zawodnik           | Konkurencja | Okrążenie start lotny | Okrążenie start lotny | Wyścig punktowy | Wyścig punktowy | Wyścig eliminacyjny | Wyścig na dochodzenie   | Wyścig na dochodzenie | Scratch | Wyścig na 500 m | Wyścig na 500 m | Suma punktów | Pozycja |
| Zawodnik           | Konkurencja | Czas                  | M.                    | Punkty          | M.              | Miejsce             | Przeciwnik Wynik        | M.                    | M.      | Czas            | M.              | Suma punktów | Pozycja |
| ------------------ | ----------- | --------------------- | --------------------- | --------------- | --------------- | ------------------- | ----------------------- | --------------------- | ------- | --------------- | --------------- | ------------ | ------- |
| Małgorzata Wojtyra | kobiety     | 14.754                | 13.                   | 34              | 1.              | 11.                 | Jolien D’Hoore 3:45.083 | 12.                   | 13.     | 36.790          | 14.             | 63           | 11.     |

### Lekkoatletyka

#### Kobiety
Konkurencje biegowe
| Konkurencja                   | Zawodnik                                                       | Runda 1  | Runda 1 | Runda 2  | Runda 2 | Półfinał | Półfinał | Finał    | Finał   |
| Konkurencja                   | Zawodnik                                                       | Rezultat | Pozycja | Rezultat | Pozycja | Rezultat | Pozycja  | Rezultat | Pozycja |
| ----------------------------- | -------------------------------------------------------------- | -------- | ------- | -------- | ------- | -------- | -------- | -------- | ------- |
| Bieg na 100 m                 | Marta Jeschke                                                  | 11,42    | 36.     |          |         |          |          |          |         |
| Bieg na 200 m                 | Anna Kiełbasińska                                              | 23.67    | 40.     |          |         |          |          |          |         |
| Bieg na 1500 m                | Renata Pliś                                                    | 4:19.62  | 42.     |          |         |          |          |          |         |
| Bieg na 400 m przez płotki    | Anna Jesień                                                    | 55.44    | 16.     |          |         | 56.28    | 21.      |          |         |
| Bieg na 3000 m z przeszkodami | Katarzyna Kowalska                                             | 9:48.60  | 29.     |          |         |          |          |          |         |
| Bieg na 3000 m z przeszkodami | Matylda Szlęzak                                                | 10:08.84 | 40.     |          |         |          |          |          |         |
| Sztafeta 4x100 m              | Marta Jeschke Daria Korczyńska Marika Popowicz Ewelina Ptak    | 43.07    | 9.      |          |         |          |          |          |         |
| Sztafeta 4x400 m              | Iga Baumgart Anna Jesień Justyna Święty Patrycja Wyciszkiewicz | 3:30.15  | 12.     |          |         |          |          |          |         |
| Maraton                       | Karolina Jarzyńska                                             |          |         |          |         |          |          | 2:30:57  | 36.     |
| Chód na 20 km                 | Paulina Buziak                                                 |          |         |          |         |          |          | 1:35:23  | 45.     |
| Chód na 20 km                 | Agnieszka Dygacz                                               |          |         |          |         |          |          | 1:31:28  | 23.     |
| Chód na 20 km                 | Agnieszka Szwarnóg                                             |          |         |          |         |          |          | 1:31:14  | 22.     |

Konkurencje techniczne
| Konkurencja   | Zawodnik         | Eliminacje | Eliminacje | Finał         | Finał         |
| Konkurencja   | Zawodnik         | Rezultat   | Pozycja    | Rezultat      | Pozycja       |
| ------------- | ---------------- | ---------- | ---------- | ------------- | ------------- |
| Rzut dyskiem  | Żaneta Glanc     | 59,88 m    | 24.        |               |               |
| Rzut młotem   | Joanna Fiodorow  | 70,48 m    | 12.        | 72,37 m       | 7.            |
| Rzut młotem   | Anita Włodarczyk | 75,68 m    | 1.         | 77,60 m       | złoto         |
| Skok o tyczce | Monika Pyrek     | 4,40 m     | 15.        |               |               |
| Skok o tyczce | Anna Rogowska    | 4,55 m     | 4.         | nie ukończyła | nie ukończyła |

| Konkurencja | Zawodniczka       | 100 m ppł | 100 m ppł | Skok wzwyż | Skok wzwyż | Pchnięcie kulą | Pchnięcie kulą | 200 m | 200 m | Skok w dal | Skok w dal | Rzut oszczepem   | Rzut oszczepem   | 800 m            | 800 m            | Finał         | Finał         |
| Konkurencja | Zawodniczka       | Rez.      | Pkt.      | Rez.       | Pkt.       | Rez.           | Pkt.           | Rez.  | Pkt.  | Rez.       | Pkt.       | Rez.             | Pkt.             | Rez.             | Pkt.             | Poz.          | Pkt.          |
| ----------- | ----------------- | --------- | --------- | ---------- | ---------- | -------------- | -------------- | ----- | ----- | ---------- | ---------- | ---------------- | ---------------- | ---------------- | ---------------- | ------------- | ------------- |
| Siedmiobój  | Karolina Tymińska | 13,22     | 1091      | 1,68       | 830        | 13,74          | 777            | 23,71 | 1009  | NM         | 0          | nie wystartowała | nie wystartowała | nie wystartowała | nie wystartowała | nie ukończyła | nie ukończyła |

#### Mężczyźni
Konkurencje biegowe
| Konkurencja                   | Zawodnik                                                           | Runda 1      | Runda 1      | Runda 2  | Runda 2 | Półfinał | Półfinał | Finał        | Finał        |
| Konkurencja                   | Zawodnik                                                           | Rezultat     | Pozycja      | Rezultat | Pozycja | Rezultat | Pozycja  | Rezultat     | Pozycja      |
| ----------------------------- | ------------------------------------------------------------------ | ------------ | ------------ | -------- | ------- | -------- | -------- | ------------ | ------------ |
| Bieg na 100 m                 | Dariusz Kuć                                                        | 10,24        | 26.          |          |         |          |          |              |              |
| Bieg na 200 m                 | Kamil Kryński                                                      | 20,66        | 23.          |          |         | 20,83    | 20.      |              |              |
| Bieg na 400 m                 | Marcin Marciniszyn                                                 | 46,35        | 34.          |          |         |          |          |              |              |
| Bieg na 800 m                 | Adam Kszczot                                                       | 1:45.99      | 5.           |          |         | 1:45.34  | 12.      |              |              |
| Bieg na 800 m                 | Marcin Lewandowski                                                 | 1:47.64      | 29.          |          |         | 1:45.08  | 9.       |              |              |
| Bieg na 110 m przez płotki    | Artur Noga                                                         | nie ukończył | nie ukończył |          |         |          |          |              |              |
| Bieg na 3000 m z przeszkodami | Łukasz Parszczyński                                                | 8:30,08      | 24.          |          |         |          |          |              |              |
| Sztafeta 4 × 100 m            | Robert Kubaczyk Dariusz Kuć Kamil Kryński Kamil Masztak            | 38.31        | 9.           |          |         |          |          |              |              |
| Sztafeta 4 × 400 m            | Kacper Kozłowski Marcin Marciniszyn Michał Pietrzak Piotr Wiaderek | 3:02.86      | 9.           |          |         |          |          |              |              |
| Maraton                       | Henryk Szost                                                       |              |              |          |         |          |          | 2:12.28      | 9.           |
| Chód na 20 km                 | Rafał Augustyn                                                     |              |              |          |         |          |          | 1:23:17      | 29.          |
| Chód na 20 km                 | Grzegorz Sudoł                                                     |              |              |          |         |          |          | 1:22:40      | 24.          |
| Chód na 20 km                 | Dawid Tomala                                                       |              |              |          |         |          |          | 1:21:55      | 19.          |
| Chód na 50 km                 | Rafał Fedaczyński                                                  |              |              |          |         |          |          | nie ukończył | nie ukończył |
| Chód na 50 km                 | Łukasz Nowak                                                       |              |              |          |         |          |          | 3:42:47      | 6.           |
| Chód na 50 km                 | Rafał Sikora                                                       |              |              |          |         |          |          | 3:47:47      | 15.          |

Konkurencje techniczne
| Konkurencja    | Zawodnik              | Eliminacje                | Eliminacje | Finał    | Finał   |
| Konkurencja    | Zawodnik              | Rezultat                  | Pozycja    | Rezultat | Pozycja |
| -------------- | --------------------- | ------------------------- | ---------- | -------- | ------- |
| Pchnięcie kulą | Tomasz Majewski       | 21,03 m                   | 3.         | 21,89 m  | złoto   |
| Rzut dyskiem   | Przemysław Czajkowski | 61,08 m                   | 22.        |          |         |
| Rzut dyskiem   | Piotr Małachowski     | 64,65 m                   | 7.         | 67,19 m  | 5.      |
| Rzut dyskiem   | Robert Urbanek        | 59,56 m                   | 32.        |          |         |
| Rzut młotem    | Paweł Fajdek          | nie został sklasyfikowany |            |          |         |
| Rzut młotem    | Szymon Ziółkowski     | 76,22 m                   | 7.         | 77,10 m  | 6.      |
| Rzut oszczepem | Igor Janik            | 78,90 m                   | 19.        |          |         |
| Rzut oszczepem | Bartosz Osewski       | 71,19 m                   | 42.        |          |         |
| Rzut oszczepem | Paweł Rakoczy         | 77,36 m                   | 28.        |          |         |
| Skok o tyczce  | Łukasz Michalski      | 5,60 m                    | 8.         | 5,50 m   | 11.     |
| Skok o tyczce  | Paweł Wojciechowski   | nie został sklasyfikowany |            |          |         |

### Łucznictwo
| Zawodnik          | Konkurencja       | Runda rankingowa | Runda rankingowa | 1/32                | 1/16                 | 1/8               | Ćwierćfinały     | Półfinały        | Finał            | Finał   |
| Zawodnik          | Konkurencja       | Wynik            | Seed             | Przeciwnik Wynik    | Przeciwnik Wynik     | Przeciwnik Wynik  | Przeciwnik Wynik | Przeciwnik Wynik | Przeciwnik Wynik | Pozycja |
| ----------------- | ----------------- | ---------------- | ---------------- | ------------------- | -------------------- | ----------------- | ---------------- | ---------------- | ---------------- | ------- |
| Rafał Dobrowolski | indywidualnie (m) | 672              | 14.              | Daniel Xavier W 7-3 | Rahul Banerjee W 7-3 | Oh Jin-hyek P 0-6 |                  |                  |                  | 9-16.   |
| Natalia Leśniak   | indywidualnie (k) | 639              | 38.              | Xu Jing P 2-6       |                      |                   |                  |                  |                  | 33-64.  |

### Pięciobój nowoczesny
| Zawodnik           | Konkurencja | Szermierka | Szermierka | Szermierka | Pływanie | Pływanie | Pływanie | Jazda konna | Jazda konna | Jazda konna | Kombinacja: strzelanie/bieg przełajowy | Kombinacja: strzelanie/bieg przełajowy | Kombinacja: strzelanie/bieg przełajowy | Suma punktów | Pozycja |
| Zawodnik           | Konkurencja | Wynik      | M.         | Punkty     | Czas     | M.       | Punkty   | Kary        | M.          | Punkty      | Czas                                   | M.                                     | Punkty                                 | Suma punktów | Pozycja |
| ------------------ | ----------- | ---------- | ---------- | ---------- | -------- | -------- | -------- | ----------- | ----------- | ----------- | -------------------------------------- | -------------------------------------- | -------------------------------------- | ------------ | ------- |
| Szymon Staśkiewicz | mężczyźni   | 14-21      | 29.        | 736        | 2:11.54  | 30.      | 1224     | 20          | 4.          | 1180        | 10:56.31                               | 18.                                    | 2376                                   | 5516         | 24.     |
| Sylwia Gawlikowska | kobiety     | 17-18      | 19.        | 808        | 2:17.35  | 13.      | 1152     | 52          | 10.         | 1148        | 12:15.27                               | 14.                                    | 2060                                   | 5168         | 13.     |
| Katarzyna Wójcik   | kobiety     | 16-19      | 22.        | 784        | 2:20.94  | 24.      | 1112     | 60          | 14.         | 1140        | 12:17.69                               | 16.                                    | 2052                                   | 5088         | 19.     |

### Piłka siatkowa

#### Siatkówka halowa[10]
| Nr | Imię i nazwisko      | Data urodzenia (wiek) | Wzrost (cm) | Klub                   | Pozycja |
| -- | -------------------- | --------------------- | ----------- | ---------------------- | ------- |
| 1  | Piotr Nowakowski     | 18.12.1987 (24)       | 205         | Resovia                | Ś       |
| 2  | Michał Winiarski     | 28.09.1983 (28)       | 200         | Skra Bełchatów         | P       |
| 4  | Grzegorz Kosok       | 02.03.1986 (26)       | 206         | Resovia                | Ś       |
| 5  | Paweł Zagumny        | 18.10.1977 (34)       | 200         | ZAKSA Kędzierzyn-Koźle | R       |
| 6  | Bartosz Kurek        | 29.08.1988 (23)       | 205         | Dinamo Moskwa          | P       |
| 7  | Jakub Jarosz         | 10.02.1987 (25)       | 195         | Andreoli Latina        | A       |
| 9  | Zbigniew Bartman     | 04.05.1987 (25)       | 198         | Resovia                | A       |
| 13 | Michał Kubiak        | 23.02.1988 (24)       | 191         | Jastrzębski Węgiel     | P       |
| 14 | Michał Ruciak        | 22.08.1983 (28)       | 189         | ZAKSA Kędzierzyn-Koźle | P       |
| 15 | Łukasz Żygadło       | 02.08.1979 (32)       | 200         | Fakieł Nowy Urengoj    | R       |
| 16 | Krzysztof Ignaczak   | 15.05.1978 (34)       | 188         | Resovia                | L       |
| 18 | Marcin Możdżonek (K) | 09.02.1985 (27)       | 211         | ZAKSA Kędzierzyn-Koźle | Ś       |

| Drużyna | Konkurencja      | Faza grupowa     | Faza grupowa     | Faza grupowa     | Faza grupowa          | Faza grupowa     | Faza grupowa | Ćwierćfinały     | Półfinały        | Finał            | Pozycja |
| Drużyna | Konkurencja      | Przeciwnik Wynik | Przeciwnik Wynik | Przeciwnik Wynik | Przeciwnik Wynik      | Przeciwnik Wynik | Pozycja      | Przeciwnik Wynik | Przeciwnik Wynik | Przeciwnik Wynik | Pozycja |
| ------- | ---------------- | ---------------- | ---------------- | ---------------- | --------------------- | ---------------- | ------------ | ---------------- | ---------------- | ---------------- | ------- |
| Polska  | siatkówka halowa | Włochy W 3:1     | Bułgaria P 1:3   | Argentyna W 3:0  | Wielka Brytania W 3:0 | Australia P 1:3  | 2            | Rosja P 0:3      |                  |                  | 5-8.    |

#### Siatkówka plażowa
| Zawodnik                        | Konkurencja | Faza grupowa                                                  | Faza grupowa                              | Faza grupowa                                     | Pozycja | 1/8                                                | Ćwierćfinały                                        | Półfinały        | Finał            | Finał   |
| Zawodnik                        | Konkurencja | Przeciwnik Wynik                                              | Przeciwnik Wynik                          | Przeciwnik Wynik                                 | Pozycja | Przeciwnik Wynik                                   | Przeciwnik Wynik                                    | Przeciwnik Wynik | Przeciwnik Wynik | Pozycja |
| ------------------------------- | ----------- | ------------------------------------------------------------- | ----------------------------------------- | ------------------------------------------------ | ------- | -------------------------------------------------- | --------------------------------------------------- | ---------------- | ---------------- | ------- |
| Grzegorz Fijałek Mariusz Prudel | mężczyźni   | Aleksandrs Samoilovs Ruslans Sorokins P (21:12, 15:21, 12:15) | Jake Gibb Sean Rosenthal W (21:17, 21:18) | Freedom Chiya Grant Goldschmidt W (21:19, 21:13) | 2       | Sébastien Chevallier Sascha Heyer W (21:18, 21:17) | Alison Cerutti Emanuel Rego P (17:21, 21:16, 15:17) |                  |                  | 5-8.    |

### Pływanie
Kobiety
| Zawodniczka                                                           | Konkurencja            | Eliminacje | Eliminacje | Półfinał | Półfinał | Finał     | Finał   |
| Zawodniczka                                                           | Konkurencja            | Czas       | Miejsce    | Czas     | Miejsce  | Czas      | Miejsce |
| --------------------------------------------------------------------- | ---------------------- | ---------- | ---------- | -------- | -------- | --------- | ------- |
| Natalia Charłos                                                       | 10 km                  |            |            |          |          | 1:59:58.7 | 15.     |
| Anna Dowgiert                                                         | 50 m st. dowolnym      | 25.59      | 24.        |          |          |           |         |
| Otylia Jędrzejczak                                                    | 100 m st. motylkowym   | 59.31      | 25.        |          |          |           |         |
| Otylia Jędrzejczak                                                    | 200 m st. motylkowym   | 2:09.33    | 16.        | 2:13.09  | 16.      |           |         |
| Karolina Szczepaniak                                                  | 400 m st. zmiennym     | 4:52.50    | 32.        |          |          |           |         |
| Alicja Tchórz                                                         | 100 m st. grzbietowym  | 1:01.44    | 25.        |          |          |           |         |
| Alicja Tchórz                                                         | 200 m st. grzbietowym  | 2:14.02    | 29.        |          |          |           |         |
| Katarzyna Wilk                                                        | 100 m st. dowolnym     | 56.13      | 27.        |          |          |           |         |
| Aleksandra Putra Diana Sokołowska Karolina Szczepaniak Katarzyna Wilk | 4 × 200 m st. dowolnym | 8:13.76    | 16.        |          |          |           |         |

Mężczyźni
| Zawodnik                                                           | Konkurencja            | Eliminacje | Eliminacje | Półfinał | Półfinał | Finał    | Finał   |
| Zawodnik                                                           | Konkurencja            | Czas       | Miejsce    | Czas     | Miejsce  | Czas     | Miejsce |
| ------------------------------------------------------------------ | ---------------------- | ---------- | ---------- | -------- | -------- | -------- | ------- |
| Marcin Cieślak                                                     | 200 m st. motylkowym   | 1:57.07    | 19.        |          |          |          |         |
| Marcin Cieślak                                                     | 200 m st. zmiennym     | 2:00.45    | 19.        |          |          |          |         |
| Konrad Czerniak                                                    | 100 m st. dowolnym     | 48.67      | 10.        | 48.44    | 9.       |          |         |
| Konrad Czerniak                                                    | 100 m st. motylkowym   | 51.85      | 4.         | 51.78    | 7.       | 52.05    | 8.      |
| Radosław Kawęcki                                                   | 200 m st. grzbietowym  | 1:55.18    | 14.        | 1:56.74  | 5.       | 1:55:59  | 4.      |
| Paweł Korzeniowski                                                 | 200 m st. motylkowym   | 1:56.09    | 11.        | 1:55.04  | 7.       | 1:55.08  | 7.      |
| Sławomir Kuczko                                                    | 200 m st. klasycznym   | 2:12.51    | 21.        |          |          |          |         |
| Kacper Majchrzak                                                   | 50 m st. dowolnym      | 23.00      | 33.        |          |          |          |         |
| Mateusz Sawrymowicz                                                | 1500 m st. dowolnym    | 14:57.59   | 8.         |          |          | 14:54.32 | 7.      |
| Mateusz Sawrymowicz                                                | 400 m st. dowolnym     | 3:53.33    | 21.        |          |          |          |         |
| Dawid Szulich                                                      | 100 m st. klasycznym   | 1:02.07    | 32.        |          |          |          |         |
| Marcin Tarczyński                                                  | 100 m st. grzbietowym  | 55.06      | 27.        |          |          |          |         |
| Paweł Korzeniowski Dawid Szulich Kacper Majchrzak Radosław Kawęcki | 4 × 100 m st. zmiennym | 3:38.16    | 16.        |          |          |          |         |

### Podnoszenie ciężarów
Mężczyźni
| Zawodnik          | Konkurencja | Rwanie | Rwanie  | Podrzut         | Podrzut         | Razem        | Pozycja      |
| Zawodnik          | Konkurencja | Wynik  | Pozycja | Wynik           | Pozycja         | Razem        | Pozycja      |
| ----------------- | ----------- | ------ | ------- | --------------- | --------------- | ------------ | ------------ |
| Krzysztof Zwarycz | -77 kg      | 150 kg | 8.      | 182 kg          | 7.              | 332 kg       | 7.           |
| Adrian Zieliński  | -85 kg      | 174 kg | 3.      | 211 kg          | 1.              | 385 kg       | złoto        |
| Arsen Kasabijew   | -94 kg      | 170 kg | 12.     | –               | –               | nie ukończył | nie ukończył |
| Tomasz Zieliński  | -94 kg      | 175 kg | 3.      | 210 kg          | 2.              | 385 kg       | brąz         |
| Bartłomiej Bonk   | -105 kg     | 190 kg | 1.      | 220 kg          | 3.              | 410 kg       | [ 11 ]       |
| Marcin Dołęga     | -105 kg     | –      | –       | nie wystartował | nie wystartował | nie ukończył | nie ukończył |

Kobiety
| Zawodnik                         | Konkurencja | Rwanie | Rwanie  | Podrzut | Podrzut | Razem  | Pozycja |
| Zawodnik                         | Konkurencja | Wynik  | Pozycja | Wynik   | Pozycja | Razem  | Pozycja |
| -------------------------------- | ----------- | ------ | ------- | ------- | ------- | ------ | ------- |
| Joanna Łochowska                 | -53 kg      | 84 kg  | 9.      | 107 kg  | 10.     | 191 kg | 11.     |
| Aleksandra Klejnowska-Krzywańska | -53 kg      | 84 kg  | 10.     | 112 kg  | 4.      | 196 kg | 5.      |
| Ewa Mizdal                       | -75 kg      | 104 kg | 4.      | 127 kg  | 5.      | 231 kg | 4.      |

### Strzelectwo
Kobiety
| Zawodnik                  | Konkurencja | Kwalifikacje | Kwalifikacje | Finał | Finał   |
| Zawodnik                  | Konkurencja | Wynik        | Pozycja      | Wynik | Pozycja |
| ------------------------- | ----------- | ------------ | ------------ | ----- | ------- |
| Beata Bartków-Kwiatkowska | ppn 40      | 366          | 44.          |       |         |
| Beata Bartków-Kwiatkowska | psp 30+30   | 567          | 35.          |       |         |
| Sylwia Bogacka            | kpn 40      | 399          | 1.           | 502,2 | srebro  |
| Sylwia Bogacka            | ksp 3x20    | 583          | 8.           | 681,9 | 4.      |
| Agnieszka Nagay           | ksp 3x20    | 584          | 6.           | 678,2 | 8.      |
| Paula Wrońska             | kpn 40      | 390          | 47.          |       |         |

### Szermierka
Kobiety
| Zawodnik                                                                     | Konkurencja          | 1/32                        | 1/16                    | 1/8                    | Ćwierćfinały      | Miejsca 5-8.              | Półfinały        | Mecz o 5. miejsce           | Finał            | Finał   |
| Zawodnik                                                                     | Konkurencja          | Przeciwnik Wynik            | Przeciwnik Wynik        | Przeciwnik Wynik       | Przeciwnik Wynik  | Przeciwnik Wynik          | Przeciwnik Wynik | Przeciwnik Wynik            | Przeciwnik Wynik | Pozycja |
| ---------------------------------------------------------------------------- | -------------------- | --------------------------- | ----------------------- | ---------------------- | ----------------- | ------------------------- | ---------------- | --------------------------- | ---------------- | ------- |
| Aleksandra Socha                                                             | szabla indywidualnie |                             | Sandrine Sassine W 15-7 | Wasiliki Wujuka P 7-15 |                   |                           |                  |                             |                  |         |
| Sylwia Gruchała                                                              | floret indywidualnie | Kanae Ikehata P 8-9         |                         |                        |                   |                           |                  |                             |                  |         |
| Martyna Synoradzka                                                           | floret indywidualnie | Kamiłła Gafurzianowa P 8-15 |                         |                        |                   |                           |                  |                             |                  |         |
| Małgorzata Wojtkowiak                                                        | floret indywidualnie | Chen Jinyan P 8-15          |                         |                        |                   |                           |                  |                             |                  |         |
| Magdalena Piekarska                                                          | szpada indywidualnie | Tiffany Geroudet P 14-15    |                         |                        |                   |                           |                  |                             |                  |         |
| Karolina Chlewińska Sylwia Gruchała Martyna Synoradzka Małgorzata Wojtkowiak | floret drużynowo     |                             |                         |                        | Francja · P 31-42 | Wielka Brytania · W 43-20 |                  | Stany Zjednoczone · W 45-39 |                  | 5.      |

Mężczyźni
| Zawodnik            | Konkurencja          | 1/32                     | 1/16                   | 1/8              | Ćwierćfinały     | Półfinały        | Finał            | Finał   |
| Zawodnik            | Konkurencja          | Przeciwnik Wynik         | Przeciwnik Wynik       | Przeciwnik Wynik | Przeciwnik Wynik | Przeciwnik Wynik | Przeciwnik Wynik | Pozycja |
| ------------------- | -------------------- | ------------------------ | ---------------------- | ---------------- | ---------------- | ---------------- | ---------------- | ------- |
| Adam Skrodzki       | szabla indywidualnie | Lam Hin Chung W 15-10    | Nicolas Limbach P 8-15 |                  |                  |                  |                  |         |
| Radosław Zawrotniak | szpada indywidualnie | Alexandre Bouzaid P 9-15 |                        |                  |                  |                  |                  |         |

### Taekwondo
| Zawodnik         | Konkurencja | 1/8                    | Ćwierćfinał      | Półfinał         | Repesaż 1        | Repesaż 2        | Finał            | Finał   |
| Zawodnik         | Konkurencja | Przeciwnik Wynik       | Przeciwnik Wynik | Przeciwnik Wynik | Przeciwnik Wynik | Przeciwnik Wynik | Przeciwnik Wynik | Pozycja |
| ---------------- | ----------- | ---------------------- | ---------------- | ---------------- | ---------------- | ---------------- | ---------------- | ------- |
| Michał Łoniewski | -68 kg      | Rohullah Nikpai P 5-12 |                  |                  |                  |                  |                  | 9-16.   |

### Tenis stołowy
| Zawodnik                                                     | Konkurencja           | Eliminacje       | Runda 1           | Runda 2          | Runda 3            | 1/8 finału            | Ćwierćfinały     | Półfinały        | Finał            | Finał   |
| Zawodnik                                                     | Konkurencja           | Przeciwnik Wynik | Przeciwnik Wynik  | Przeciwnik Wynik | Przeciwnik Wynik   | Przeciwnik Wynik      | Przeciwnik Wynik | Przeciwnik Wynik | Przeciwnik Wynik | Pozycja |
| ------------------------------------------------------------ | --------------------- | ---------------- | ----------------- | ---------------- | ------------------ | --------------------- | ---------------- | ---------------- | ---------------- | ------- |
| Wang Zengyi                                                  | gra pojedyncza (m)    |                  | Hugo Hoyama W 4:3 | He Zhiwen P 3:4  |                    |                       |                  |                  |                  |         |
| Li Qian                                                      | gra pojedyncza (k)    |                  |                   |                  | Huang Yi-Hua W 4:0 | Kasumi Ishikawa P 1:4 |                  |                  |                  |         |
| Natalia Partyka                                              | gra pojedyncza (k)    |                  |                   | Mie Skov W 4:3   | Li Jie P 2:4       |                       |                  |                  |                  |         |
| Katarzyna Grzybowska Li Qian Natalia Partyka Kinga Stefańska | turniej drużynowy (k) |                  |                   |                  |                    | Singapur · P 1-3      |                  |                  |                  |         |

### Tenis ziemny
Kobiety
| Zawodnik                              | Konkurencja | 1/32                          | 1/16                                                | 1/8                                   | Ćwierćfinały     | Półfinały        | Finał            | Finał         |
| Zawodnik                              | Konkurencja | Przeciwnik Wynik              | Przeciwnik Wynik                                    | Przeciwnik Wynik                      | Przeciwnik Wynik | Przeciwnik Wynik | Przeciwnik Wynik | Pozycja       |
| ------------------------------------- | ----------- | ----------------------------- | --------------------------------------------------- | ------------------------------------- | ---------------- | ---------------- | ---------------- | ------------- |
| Agnieszka Radwańska                   | singel      | Julia Görges 5:7, 7:6(5), 4:6 | → Nie awansowała                                    | → Nie awansowała                      | → Nie awansowała | → Nie awansowała | → Nie awansowała | Miejsca 33-64 |
| Urszula Radwańska                     | singel      | Mona Barthel 6:4, 6:3         | Serena Williams 2:6, 3:6                            | → Nie awansowała                      | → Nie awansowała | → Nie awansowała | → Nie awansowała | Miejsca 17-32 |
| Agnieszka Radwańska Urszula Radwańska | debel       |                               | Dominika Cibulková Daniela Hantuchová 6:2, 6:1      | Liezel Huber Lisa Raymond 4:6, 6:7(3) | → Nie awansowały | → Nie awansowały | → Nie awansowały | Miejsca 9-16  |
| Klaudia Jans-Ignacik Alicja Rosolska  | debel       |                               | Marija Kirilenko Nadieżda Pietrowa 7:6(5), 3:6, 2:6 | → Nie awansowały                      | → Nie awansowały | → Nie awansowały | → Nie awansowały | Miejsca 17-31 |

Mężczyźni
| Zawodnik                             | Konkurencja | 1/32                        | 1/16                                             | 1/8              | Ćwierćfinały     | Półfinały        | Finał            | Finał         |
| Zawodnik                             | Konkurencja | Przeciwnik Wynik            | Przeciwnik Wynik                                 | Przeciwnik Wynik | Przeciwnik Wynik | Przeciwnik Wynik | Przeciwnik Wynik | Pozycja       |
| ------------------------------------ | ----------- | --------------------------- | ------------------------------------------------ | ---------------- | ---------------- | ---------------- | ---------------- | ------------- |
| Łukasz Kubot                         | singel      | Grigor Dimitrow 3:6, 6:7(4) | → Nie awansował                                  | → Nie awansował  | → Nie awansował  | → Nie awansował  | → Nie awansował  | Miejsca 33-64 |
| Mariusz Fyrstenberg Marcin Matkowski | debel       |                             | David Ferrer Feliciano López 6:7(7), 7:6(6), 6:8 | → Nie awansowali | → Nie awansowali | → Nie awansowali | → Nie awansowali | Miejsca 17-32 |

Gra mieszana
| Zawodnicy                            | Konkurencja | 1/32             | 1/16             | 1/8                                     | Ćwierćfinał      | Półfinał         | Finał            | Finał        |
| Zawodnicy                            | Konkurencja | Przeciwnik Wynik | Przeciwnik Wynik | Przeciwnik Wynik                        | Przeciwnik Wynik | Przeciwnik Wynik | Przeciwnik Wynik | Pozycja      |
| ------------------------------------ | ----------- | ---------------- | ---------------- | --------------------------------------- | ---------------- | ---------------- | ---------------- | ------------ |
| Agnieszka Radwańska Marcin Matkowski | mikst       |                  |                  | Samantha Stosur Lleyton Hewitt 3:6, 3:6 | → Nie awansowali | → Nie awansowali | → Nie awansowali | Miejsca 9-16 |

### Triathlon
| Zawodnik         | Konkurencja | Pływanie (1,5 km) | Zmiana 1 | Jazda na rowerze (40 km) | Zmiana 2 | Bieg (10 km) | Czas    | Pozycja |
| ---------------- | ----------- | ----------------- | -------- | ------------------------ | -------- | ------------ | ------- | ------- |
| Marek Jaskółka   | mężczyźni   | 17:58             | 0:41     | 59:45                    | 0:29     | 33:45        | 1:52:38 | 47.     |
| Maria Cześnik    | kobiety     | 19:28             | 0:42     | 1:07:17                  | 0:33     | 36:09        | 2:04:09 | 31.     |
| Agnieszka Jerzyk | kobiety     | 19:47             | 0:41     | 1:06:57                  | 0:32     | 34:55        | 2:02:52 | 25.     |

### Wioślarstwo
Mężczyźni
| Zawodnik | Konkurencja | Eliminacje | Eliminacje | Repesaż | Repesaż | Ćwierćfinały | Ćwierćfinały | Półfinały C/D | Półfinały C/D | Półfinały A/B | Półfinały A/B | Finał C/D | Finał C/D | Finał A/B | Finał A/B | Miejsce |
| Zawodnik | Konkurencja | Czas       | M.         | Czas    | M.      | Czas         | M.           | Czas          | M.            | Czas          | M.            | Czas      | M.        | Czas      | M.        | Miejsce |
| --- | ----------- | ---------- | ---------- | ------- | ------- | ------------ | ------------ | ------------- | ------------- | ------------- | ------------- | --------- | --------- | --------- | --------- | ------- |
| Michał Słoma | M1x         | 6:54.58    | 13.        |         |         | 7:21.55      | 21.          | 7:39.00       | 6.            |               |               | 7:34.98   | 5.        |           |           | 17.     |
| Jarosław Godek Wojciech Gutorski | M2-         | 6:19.98    | 5.         |         |         |              |              |               |               | 7:04.58       | 8.            |           |           | 6:56.00   | 4. (B)    | 10.     |
| Michał Jeliński Marek Kolbowicz Adam Korol Konrad Wasielewski                                                                                       | M4x         | 5:40.56    | 3.         |         |         |              |              |               |               | 6:10.75       | 6.            |           |           | 5:51.74   | 6.(A)     | 6.      |
| Miłosz Bernatajtys Łukasz Pawłowski Paweł Rańda Łukasz Siemion                                                                                      | LM4-        | 5:53.52    | 8.         | 6:04.46 | 4.      |              |              |               |               |               |               |           |           |           |           |         |
| Krystian Aranowski Marcin Brzeziński Mikołaj Burda Rafał Hejmej Piotr Hojka Piotr Juszczak Zbigniew Schodowski Michał Szpakowski Daniel Trojanowski | M8+         | 5:35.64    | 6.         | 5:30.34 | 5.      |              |              |               |               |               |               |           |           | 5:57.67   | 1.(B)     | 7.      |

Kobiety
| Zawodnik                                                         | Konkurencja | Eliminacje | Eliminacje | Repesaż | Repesaż | Finał A/B | Finał A/B | Miejsce |
| Zawodnik                                                         | Konkurencja | Czas       | M.         | Czas    | M.      | Czas      | M.        | Miejsce |
| ---------------------------------------------------------------- | ----------- | ---------- | ---------- | ------- | ------- | --------- | --------- | ------- |
| Magdalena Fularczyk Julia Michalska                              | W2x         | 6:50.85    | 4.         |         |         | 7:07.92   | 3.(A)     | brąz    |
| Joanna Leszczyńska Sylwia Lewandowska Natalia Madaj Kamila Soćko | W4x         | 6:21.44    | 6.         | 6:23.19 | 5.      | 6:57.20   | 2.(B)     | 8.      |

### Zapasy
Mężczyźni – styl klasyczny
| Zawodnik          | Konkurencja | Kwalifikacje       | 1/8                     | Ćwierćfinał                          | Półfinał                          | Repesaż 1               | Repesaż 2              | Finał            | Finał   |
| Zawodnik          | Konkurencja | Przeciwnik Wynik   | Przeciwnik Wynik        | Przeciwnik Wynik                     | Przeciwnik Wynik                  | Przeciwnik Wynik        | Przeciwnik Wynik       | Przeciwnik Wynik | Pozycja |
| ----------------- | ----------- | ------------------ | ----------------------- | ------------------------------------ | --------------------------------- | ----------------------- | ---------------------- | ---------------- | ------- |
| Damian Janikowski | -84 kg      | Nazmi Avluca W 3-0 | Amer Hrustanović W 3-0  | Pablo Enrique Shorey Hernández W 5-0 | Karam Mohamed Gaber Ebrahim P 1-3 |                         | Melonin Noumonvi W 3-0 |                  | brąz    |
| Łukasz Banak      | -120 kg     |                    | Radwan asz-Szabbi W 3-0 | Heiki Nabi P 0-3                     |                                   | Josif Czugaszwili P 0-3 |                        |                  | 10.     |

Kobiety – styl wolny
| Zawodnik        | Konkurencja | Kwalifikacje                      | 1/8                           | Ćwierćfinał          | Półfinał         | Repesaż 1                          | Repesaż 2            | Finał            | Finał   |
| Zawodnik        | Konkurencja | Przeciwnik Wynik                  | Przeciwnik Wynik              | Przeciwnik Wynik     | Przeciwnik Wynik | Przeciwnik Wynik                   | Przeciwnik Wynik     | Przeciwnik Wynik | Pozycja |
| --------------- | ----------- | --------------------------------- | ----------------------------- | -------------------- | ---------------- | ---------------------------------- | -------------------- | ---------------- | ------- |
| Iwona Matkowska | -48 kg      | Patricia Alejandra Bermúdez W 3-0 | Dawaasüchijn Otgonceceg W 5-0 | Mariya Stadnik P 1-3 |                  | Clarissa Kyoko Mei Ling Chun P 0-3 |                      |                  | 7-8.    |
| Monika Michalik | -63 kg      |                                   | Blessing Oborududu W 3-0      | Jing Ruixue P 0-3    |                  | Choe Un-gyong W 3-1                | Lubow Wołosowa P 1-3 |                  | 5-6.    |

### Żeglarstwo
Kobiety
| Zawodnik                          | Konkurencja  | Wyścig | Wyścig | Wyścig | Wyścig | Wyścig | Wyścig | Wyścig | Wyścig | Wyścig | Wyścig | Wyścig | Punkty | Finałowa pozycja |
| Zawodnik                          | Konkurencja  | 1      | 2      | 3      | 4      | 5      | 6      | 7      | 8      | 9      | 10     | M*     | Punkty | Finałowa pozycja |
| --------------------------------- | ------------ | ------ | ------ | ------ | ------ | ------ | ------ | ------ | ------ | ------ | ------ | ------ | ------ | ---------------- |
| Zofia Noceti-Klepacka             | RS:X         | 5      | 2      | 12     | 3      | 1      | 1      | 9      | 21     | 4      | 4      | 6      | 47     | brąz             |
| Anna Weinzieher                   | Laser Radial | 16     | 26     | 26     | 21     | 20     | 15     | 22     | 24     | 15     | 27     | –      | 185    | 22.              |
| Jolanta Ogar Agnieszka Skrzypulec | 470          | 13     | 14     | 20     | 17     | 7      | 2      | 18     | 8      | 11     | 10     | –      | 98     | 12.              |

Mężczyźni
| Zawodnik                            | Konkurencja | Wyścig | Wyścig | Wyścig | Wyścig | Wyścig | Wyścig | Wyścig | Wyścig | Wyścig | Wyścig | Wyścig | Punkty | Finałowa pozycja |
| Zawodnik                            | Konkurencja | 1      | 2      | 3      | 4      | 5      | 6      | 7      | 8      | 9      | 10     | M*     | Punkty | Finałowa pozycja |
| ----------------------------------- | ----------- | ------ | ------ | ------ | ------ | ------ | ------ | ------ | ------ | ------ | ------ | ------ | ------ | ---------------- |
| Przemysław Miarczyński              | RS:X        | 2      | 2      | 7      | 4      | 13     | 3      | 7      | 4      | 13     | 10     | 8      | 60     | brąz             |
| Kacper Ziemiński                    | Laser       | 22     | 13     | 8      | 24     | 18     | 15     | 29     | 11     | 22     | 12     | –      | 145    | 17.              |
| Piotr Kula                          | Finn        | 25     | 16     | 17     | 16     | 13     | 20     | 25     | 11     | 14     | 16     | –      | 148    | 16.              |
| Mateusz Kusznierewicz Dominik Życki | Star        | 9      | 3      | 12     | 10     | 3      | 4      | 2      | 9      | 13     | 2      | 18     | 72     | 8.               |

Open
| Zawodnik                           | Konkurencja | Wyścig | Wyścig | Wyścig | Wyścig | Wyścig | Wyścig | Wyścig | Wyścig | Wyścig | Wyścig | Wyścig | Wyścig | Wyścig | Wyścig | Wyścig | Wyścig | Punkty | Finałowa pozycja |
| Zawodnik                           | Konkurencja | 1      | 2      | 3      | 4      | 5      | 6      | 7      | 8      | 9      | 10     | 11     | 12     | 13     | 14     | 15     | M*     | Punkty | Finałowa pozycja |
| ---------------------------------- | ----------- | ------ | ------ | ------ | ------ | ------ | ------ | ------ | ------ | ------ | ------ | ------ | ------ | ------ | ------ | ------ | ------ | ------ | ---------------- |
| Paweł Kołodziński Łukasz Przybytek | 49er        | 11     | 14     | 11     | 13     | 8      | 3      | 15     | 10     | 5      | 13     | 11     | 12     | 7      | 18     | 13     | –      | 146    | 13.              |

M = Wyścig medalowy